# 二次规划
二次规划（Quadratic programming），在运筹学当中，是一种特殊类型的最优化问题。

## 簡介
一個有n個變數與m個限制的二次規劃問題可以用以下的形式描述。首先給定：
- 一個 {\displaystyle n} 維的向量 {\displaystyle \mathbf {c} }
- 一個 {\displaystyle n\times n} 維的對稱矩陣 {\displaystyle Q}
- 一個 {\displaystyle m\times n} 維的矩陣{\displaystyle A}
- 一個 {\displaystyle m} 維的向量 {\displaystyle \mathbf {b} }

則此二次規劃問題的目標即是在限制條件為
{\displaystyle Ax\leq b}
的條件下，找一個n 維的向量 x ，使得
{\displaystyle f(x)=(1/2)x^{T}Qx+c^{T}x}
為最小。其中{\displaystyle x^{T}}是{\displaystyle x}的转置。
根據不同的參數特性，可以得到對問題不同的結論
- 如果Q是半正定矩阵，那么f(x)是一个凸函数。相应的二次规划为凸二次规划问题；此时若约束条件定义的可行域不为空，且目标函数在此可行域有下界，则该问题有全局最小值。
- 如果Q是正定矩阵，则该问题有唯一的全局最小值。
- 若Q为非正定矩阵，则目标函数是有多个平稳点和局部极小点的NP问题。
- 如果Q=0，二次规划问题就变成线性规划问题。

根据优化理论，一个点x成为全局最小值的必要条件是满足Karush-Kuhn-Tucker条件（KKT）。当f(x)是凸函数时，KKT条件也是充分条件。
当二次规划问题只有等式约束时，二次规划可以用线性方程求解。否则的话，常用的二次规划解法有：
- 内点法(interior point)
- active set
- 共轭梯度法
- 椭球法 若Q为正定矩阵，则相应的二次规划问题可由椭球法在多项式时间内求解。
- 增广拉格朗日法
- 梯度投影法

凸集二次规划问题是凸优化问题的一个特例。

## 对偶
每个二次规划问题的对偶问题也是二次规划问题。以正定矩阵Q为例：
{\displaystyle L(x,\lambda )=(1/2)x^{T}Qx+\lambda ^{T}(Ax-b)+c^{T}x}
对偶问题{\displaystyle g(\lambda )}，可定义为
{\displaystyle g(\lambda )=\inf _{x}L(x,\lambda )}
可用{\displaystyle \nabla _{x}L(x,\lambda )=0}:得到{\displaystyle L}的极小 
{\displaystyle x*=-Q^{-1}(A^{T}\lambda +c)},
对偶函数：
{\displaystyle g(\lambda )=-(1/2)\lambda ^{T}AQ^{-1}A^{T}\lambda -c^{T}Q^{-1}A^{T}\lambda -b^{T}\lambda }
对偶问题为：
maximize :{\displaystyle -(1/2)\lambda ^{T}AQ^{-1}A^{T}\lambda -(c^{T}Q^{-1}A^{T}+b^{T})\lambda }
subject to :{\displaystyle \lambda \geq 0}

## 计算复杂性
当Q正定时，用椭圆法可在多项式时间内解二次规划问题。当Q非正定时，二次规划问题是NP困难的。即使Q只存在一个负特征值时，二次规划问题也是NP困难的。